# Itjiesch
Itjiesch ist der Name eines unterägyptischen Königs (Pharao) während der Prädynastik. Er ist nur durch eine Namensnennung auf dem Palermostein bekannt, es liegen bislang keine zeitgenössischen Belege für ihn vor. Sein Name bedeutet möglicherweise „Der das Seeland ergreift“.